# Box Butte megye
Box Butte megye az Amerikai Egyesült Államokban, azon belül Nebraska államban található. Megyeszékhelye és legnagyobb városa Alliance. Lakosainak száma 10 842 fő (2020. április 1.). Box Butte megye Dawes, Morrill, Scotts Bluff, Sioux és Sheridan megyékkel határos.

## Népesség
A megye népességének változása:
| Lakosok száma | 11 294 | 11 300 | 11 312 | 11 305 | 11 337 | 10 842 |
|               | 2010   | 2011   | 2012   | 2013   | 2015   | 2020   |